# Reichsautobahnen
Říšské dálnice (německy Reichsautobahnen, zkráceně: RAB) byly dálnice budované v Německé říši v letech 1933 až 1945, součást tzv. Sítě říšských dálnic (Reichsautobahnnetz). Dálnice byly plánovány už od 20. let, ale k prvním stavebním pracím se přikročilo až po nástupu Hitlera a NSDAP k moci v roce 1933. Síť říšských dálnic se stala základem pro dnešní síť spolkových dálnic (Bundesautobahnnetz).